# مايكل فانير
مايكل فانييه ( بالإنجليزية: Michael W. Vannier ) من مواليد 12 يناير 1949 وهو طبيب متخصص في علم الأشعة في شيكاغو.
في 19 يوليو 1983، نشر مايكل فانييه (مدرسة طب جامعة واشنطن، سانت لويس (ميزوري)) وزملائه في العمل ج. مارش (فلح الشفة والحنك ومعهد تشوه الوجه القحفي ومستشفى سانت لويس للأطفال) وجيه وارن (طائرات ماكدونل) أول نظام ثلاثي الأبعاد من شرائح التصوير المقطعي المحوسب "CT" من رأس الإنسان. وكانت هذه قفزة نوعية للتصوير ثلاثي الأبعاد والتخطيط الجراحي في جراحة الفم والوجه والفكين، وجراحات المخ والأعصاب وطب الأنف والأذن والحنجرة.

## انظر أبضاً
- تجديد الوجه القحفي

## وصلات خارجية
- Homepage Michael W. Vannier
- Laudatio on the occasion of the 25th anniversary of a three-dimensional reconstruction of a computed tomography